# Posąg anioła Moroniego

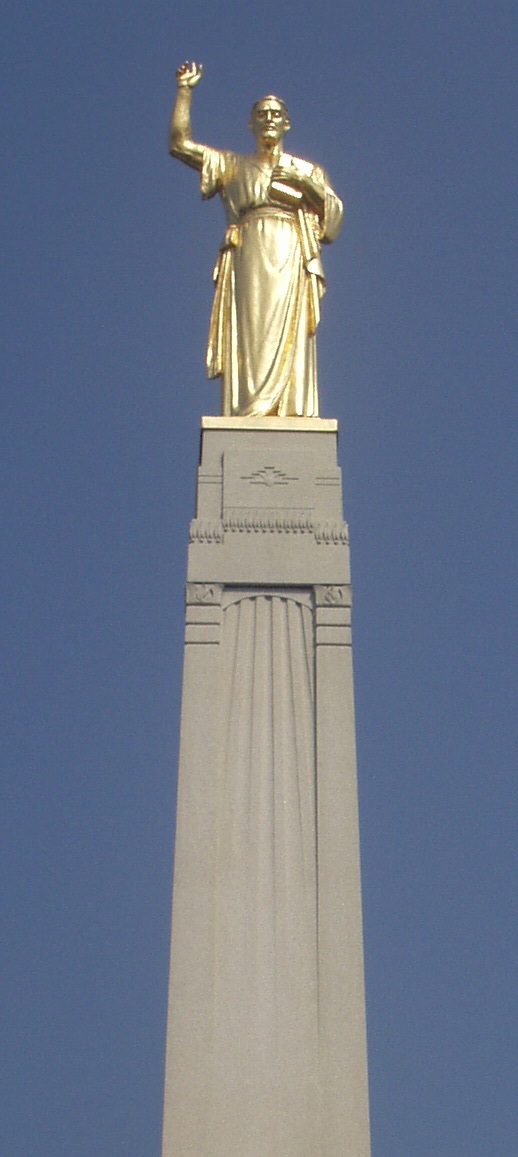
Posąg anioła Moroniego na wzgórzu Kumorah

Posąg anioła Moroniego – posąg ku czci anioła Moroniego stojący na szczycie wzgórza Kumorah w stanie Nowy Jork.
Położony jest kilka kilometrów na południe od nowojorskiej Palmyry. Wieńczy wzgórze, na którym, według wierzeń ruchu świętych w dniach ostatnich (mormonów), Moroni wręczył Josephowi Smithowi złote płyty. Zapis ten stał się materiałem źródłowym tekstu opublikowanego później jako Księga Mormona.
Twórcą posągu był norweski rzeźbiarz Torleif S. Knaphus. Statua wykonana została z brązu, ma około trzech metrów wysokości. Umieszczona została na mającej nieco ponad osiem metrów podstawie z białego granitu. Przedstawia Moroniego wskazującego prawą ręką na niebiosa, w lewej natomiast trzymającego płyty. Poświęcił ją prezydent Heber J. Grant 21 lipca 1935. Sam posąg wraz z podstawą oraz jej ornamentyką ma głęboki przekaz symboliczny, sformułowany na podstawie własnego doznania doświadczonego osobiście przez Knaphusa. Podstawa oraz jej zdobienia reprezentują administracyjną praktykę Kościoła. Promienie światła spływające w dół podstawy odnoszą się do prezydenta Kościoła. Pozostałe elementy w alegoryczny sposób opisują inne wysokie gremia w kościelnej hierarchii, w tym Kworum Dwunastu Apostołów, Prezydium Siedemdziesięciu czy przewodniczącą Radę Biskupią. Jako modele do postaci Moroniego Knaphusowi posłużyli kolejno Elwin Clark oraz Hyrum Don Carlos Clark. Pierwszy dał monumentowi sylwetkę z uwagi na swą muskularną budowę. Drugi użyczył posągowi twarzy.
Moroni, zgodnie z mormońską doktryną, był ostatnim z proroków działających na półkuli zachodniej, a jego posługa została opisana na kartach Księgi Mormona. Święci w dniach ostatnich wierzą, że jego anielska misja przepowiedziana została przez Jana Ewangelistę w Apokalipsie św. Jana. Z uwagi na kluczową rolę Moroniego w procesie określanym mianem przywrócenia Ewangelii Jezusa Chrystusa jego posągi zdobią liczne świątynie świętych w dniach ostatnich, między innymi te w Salt Lake City, Los Angeles czy Waszyngtonie.